# 埃布拉赫河 (賴謝埃布拉赫河支流)
49°46′14″N 10°30′25″E / 49.77056°N 10.50694°E

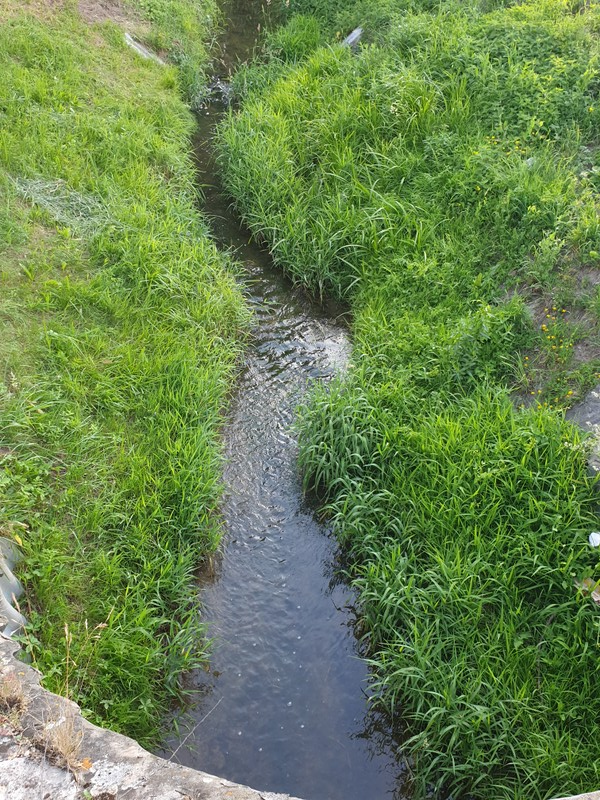

埃布拉赫河是德國的河流，位於該國東南部，由巴伐利亞負責管轄，屬於賴謝埃布拉赫河的右支流，河道全長7公里，流域面積21平方公里。